# 대만 고속철도 700T형 전동차
대만 고속철도 700T형 전동차(중국어 (대만): 台灣高鐵700T型電聯車)는 대만 고속철도에서 운영하는 고속열차로 대만 고속철도 공사 소속에 속해있다.
일본 신칸센 차량 최초로 해외로 수출한 모델로 당시 도카이 여객철도, 서일본 여객철도에서 공동으로 개발된 열차로 신칸센 700계 전동차의 모델로 개발되었다.

## 개요
1996년에 BTS 계약을 체결해 고속열차를 도입하기 시작했다. 당시 프랑스, 독일, 일본 컨소시엄 회사와 경쟁했고 1997년에 일본 컨소시엄이 최종 선정되었다. 당초 신칸센 500계 전동차를 기반으로 차량을 도입하는 방안이 검토되다가 1999년에 신칸센 700계 전동차 차량을 기반으로 하는 모델이 최종 결정되었다. 2000년 12월에 계약을 체결했다.
당시 알스톰과 지멘스 합작으로 유로트레인을 도입하는 방안까지 검토된 적이 있으나 신칸센 모델로 결정되면서 법적 소송이 이어지게 되었다.
2004년 1월에 효고현에 위치한 가와사키 중공업에서 초기형이 공개되었다. 같은 해 5월에 대만(중화민국)으로 인도되었다. 2005년에 개통이 지연되면서 시범 운행을 시작했는데 최고 영업 속도가 315km/h를 달성했다. 2006년에 30편성을 추가로 대만에 도입했다. 2007년부터 최고 영업 속도는 300km/h로 하향 조정이 되었다.
2008년 11월, 대만 고속철도 공사는 수요 증가 대응에 따라 서비스를 제공하기 위해 2011년에 일본 제조사인 가와사키 중공업, 닛폰차량제조, 히타치 제작소에 6편성 12량을 주문하는 것을 검토했다.
2012년에 6편성 12량을 추가로 발주했고 같은 해 12월부터 2015년까지 도입했다. 2018년에 51편성이 추가로 도입될 계획이다.

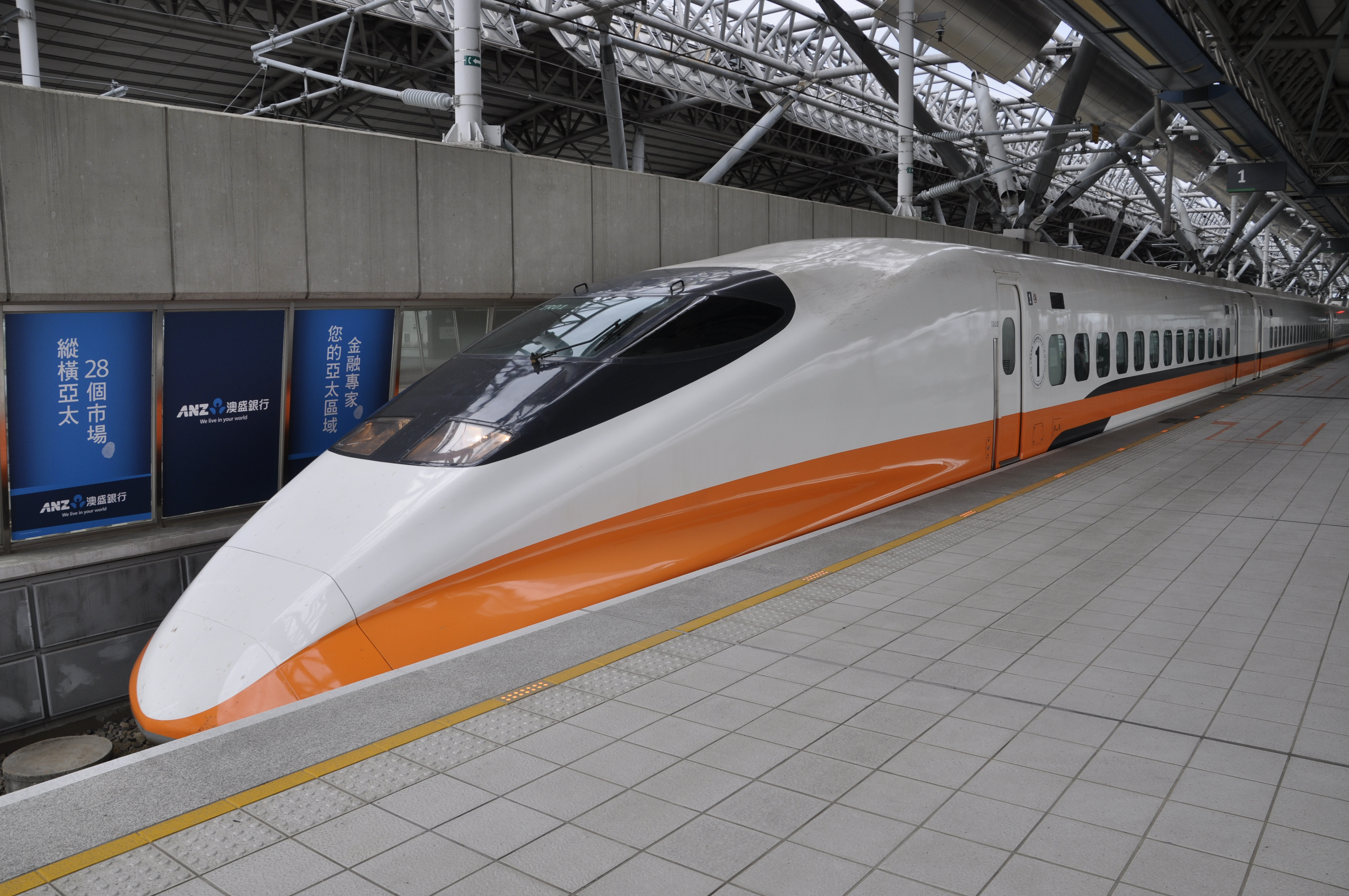
대만 고속철도 700T형 선두부
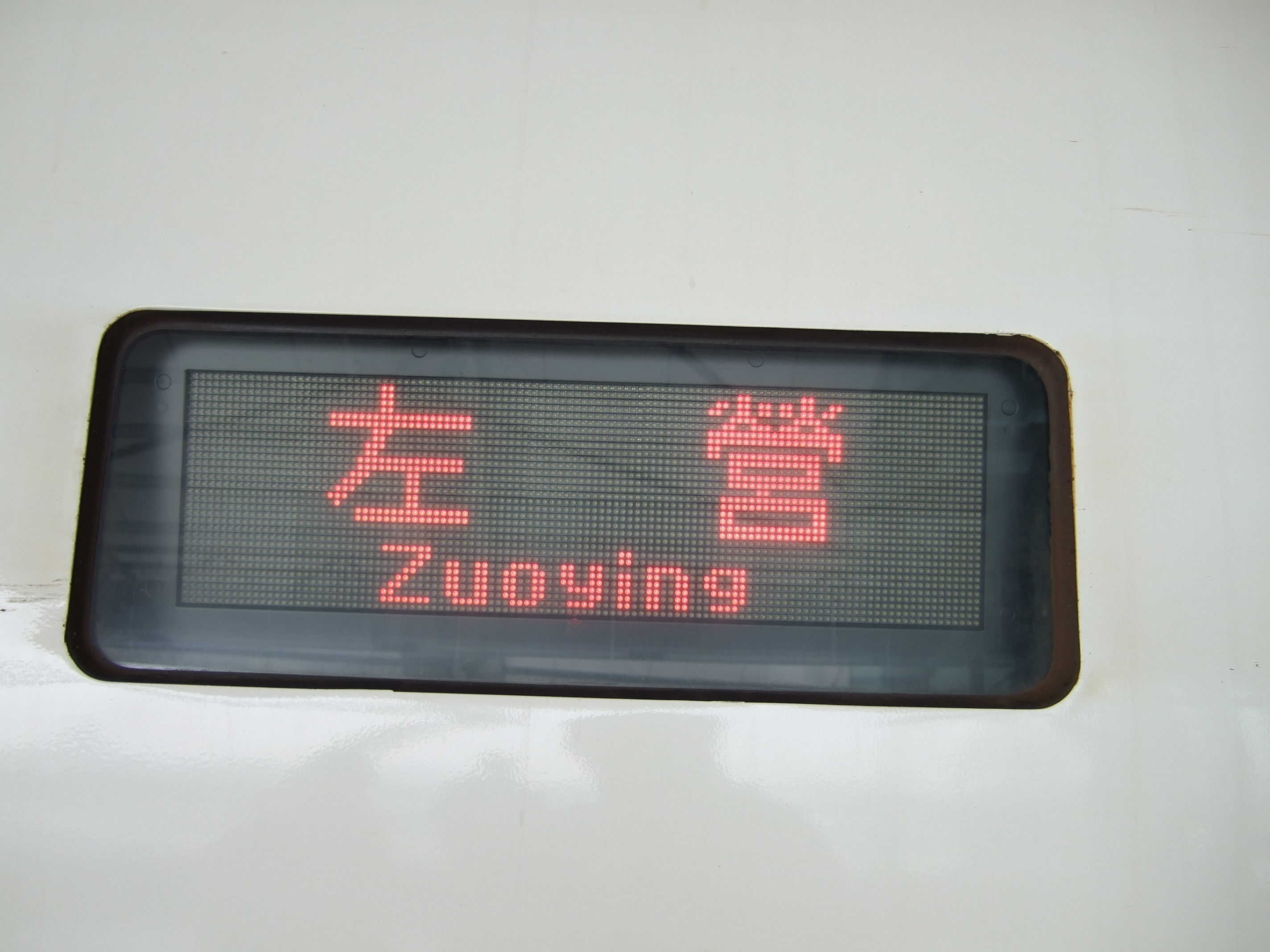
대만 고속철도 700T형 행선지

## 객차 구성

### 1차분
| 호차 | 1      | 2      | 3      | 4      | 5      | 6      | 7      | 8      | 9      | 10     | 11     | 12     |
| ---- | ------ | ------ | ------ | ------ | ------ | ------ | ------ | ------ | ------ | ------ | ------ | ------ |
| 명칭 | Tc     | M2     | MP     | M1     | T      | M1s    | MP     | M2     | M1     | MP     | M2     | Tc     |
| 번호 | 1xx-01 | 1xx-02 | 1xx-03 | 1xx-04 | 1xx-05 | 1xx-06 | 1xx-07 | 1xx-08 | 1xx-09 | 1xx-10 | 1xx-11 | 1xx-12 |
| 좌석 | 63     | 96     | 88     | 96     | 83     | 66     | 61     | 96     | 88     | 96     | 88     | 68     |

### 2차분
| 호차 | 1      | 2      | 3      | 4      | 5      | 6      | 7      | 8      | 9      | 10     | 11     | 12     |
| ---- | ------ | ------ | ------ | ------ | ------ | ------ | ------ | ------ | ------ | ------ | ------ | ------ |
| 명칭 | Tc     | M2     | MP     | M1     | T      | M1s    | MP     | M2     | M1     | MP     | M2     | Tc     |
| 번호 | 3xx-01 | 3xx-02 | 3xx-03 | 3xx-04 | 3xx-05 | 3xx-06 | 3xx-07 | 3xx-08 | 3xx-09 | 3xx-10 | 3xx-11 | 3xx-12 |
| 좌석 | 63     | 96     | 88     | 96     | 83     | 66     | 61     | 96     | 88     | 96     | 88     | 68     |

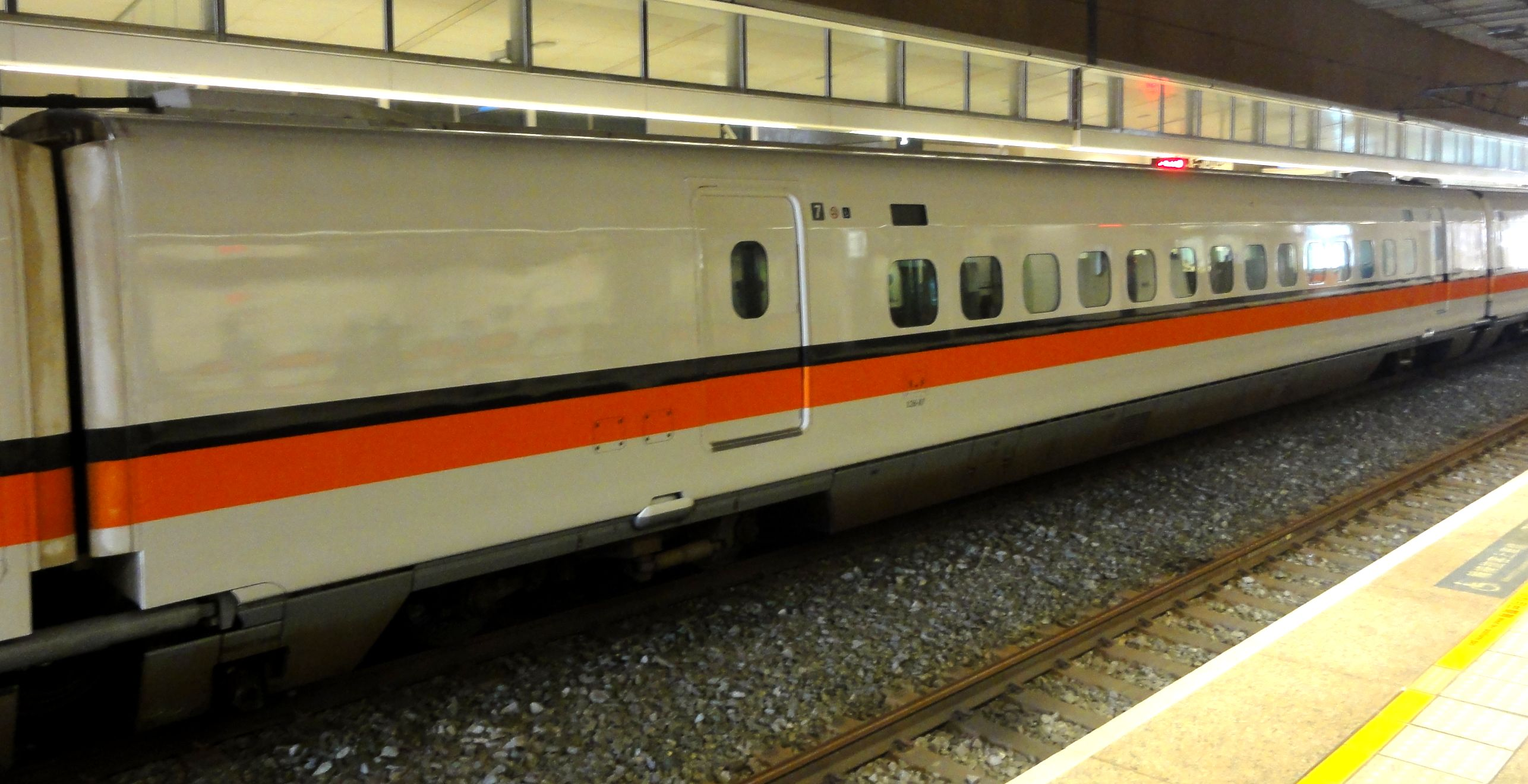
7호차 (126-07)
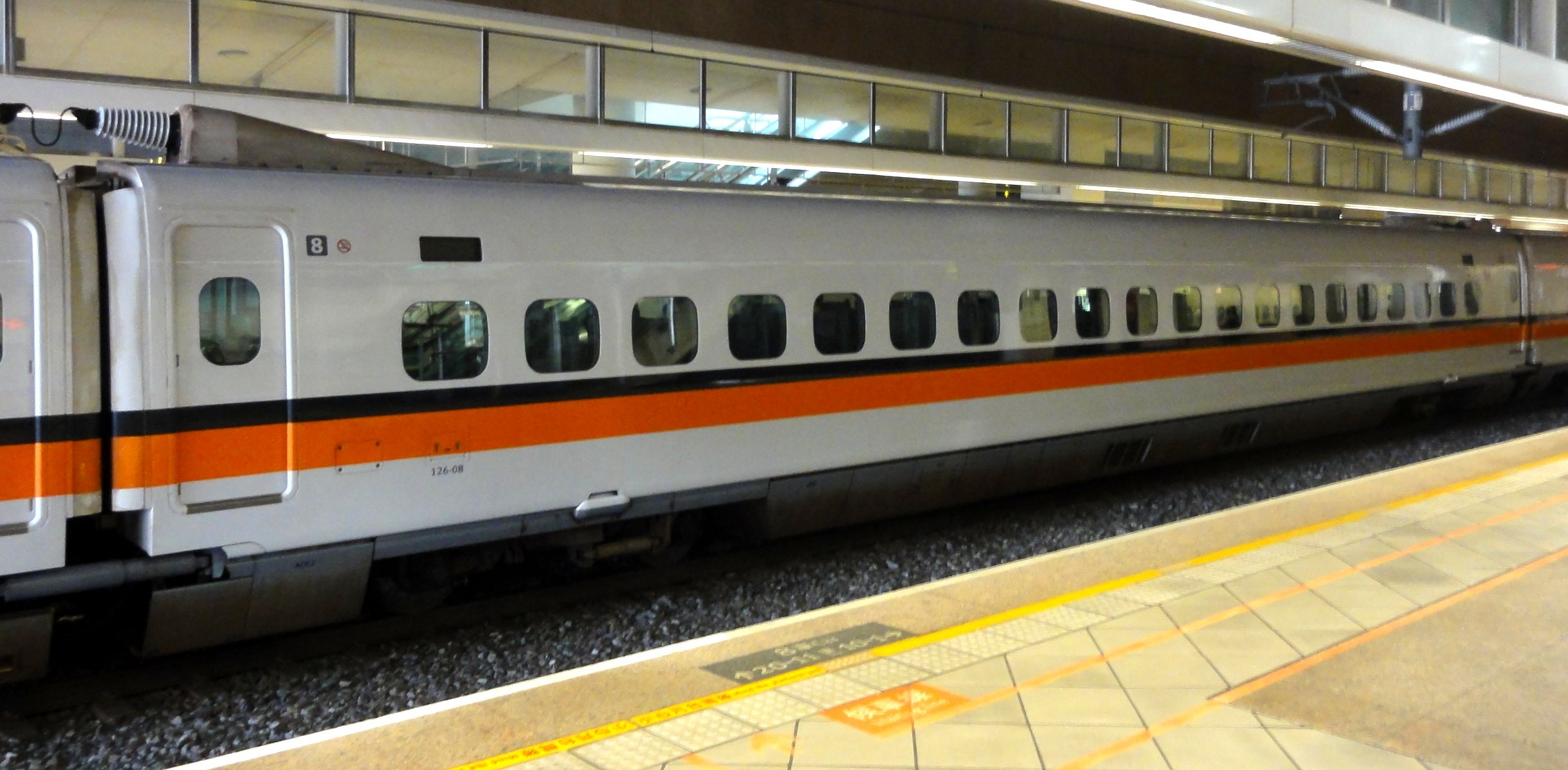
8호차 (126-08)
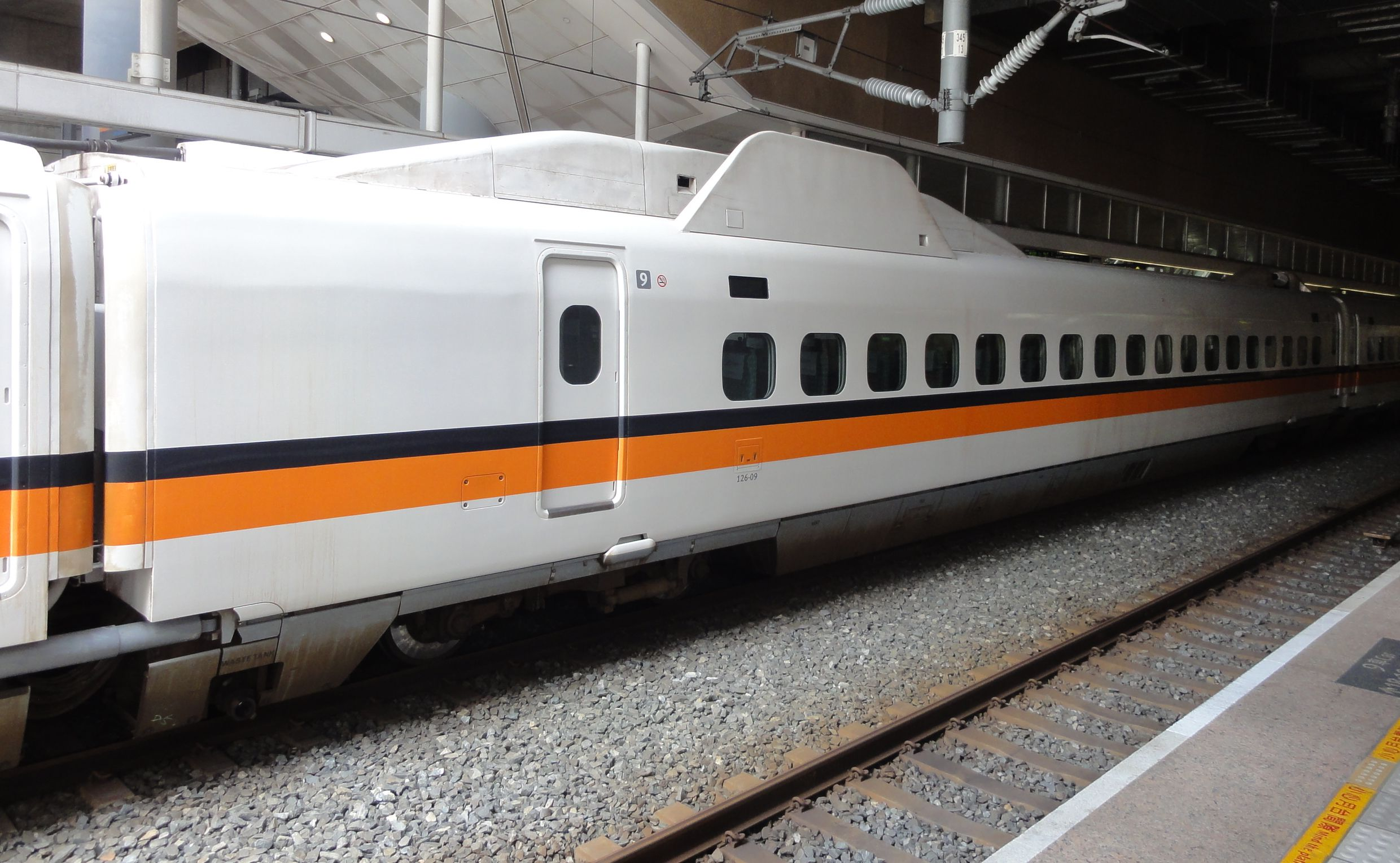
9호차 (126-09)
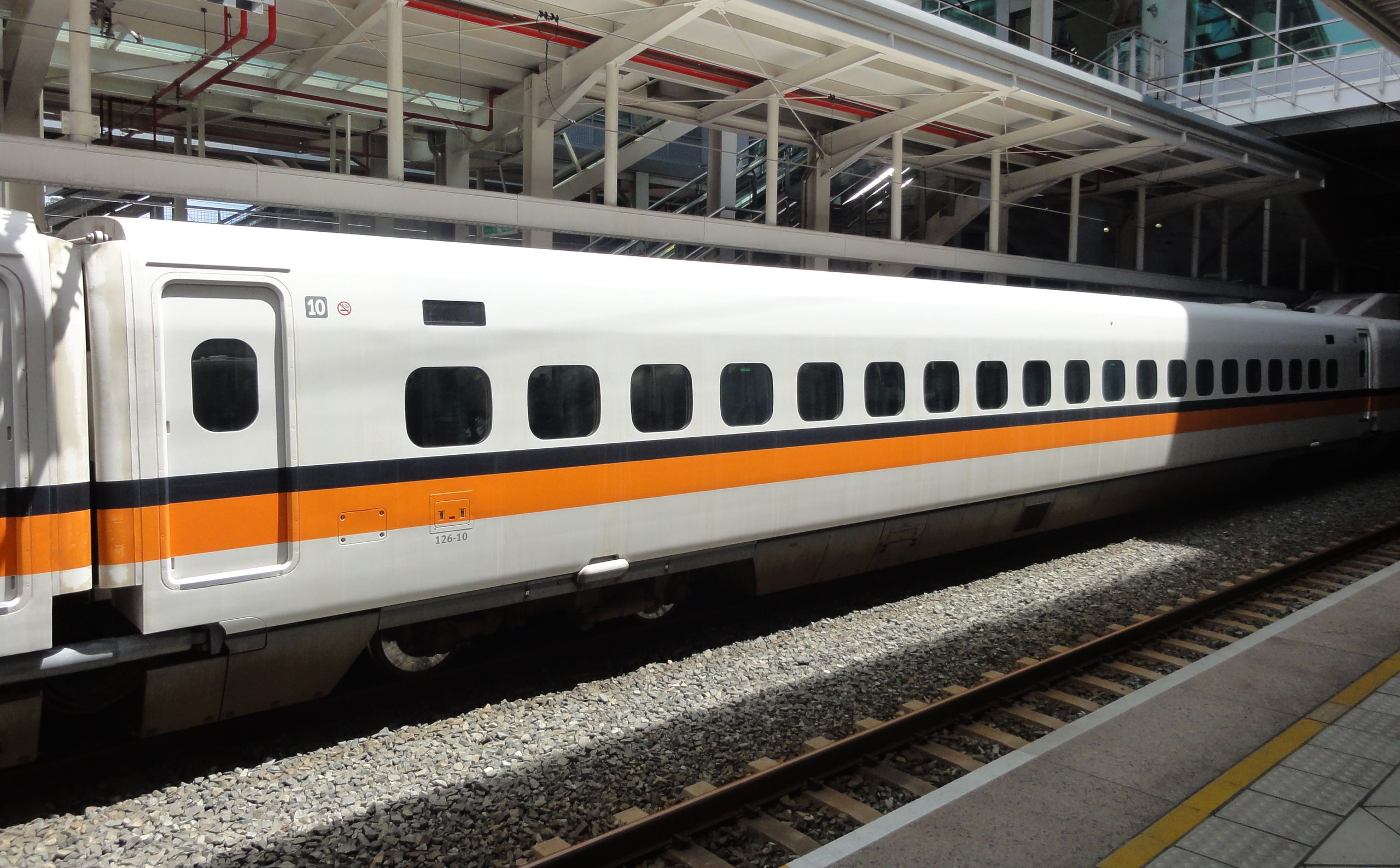
10호차 (126-10)
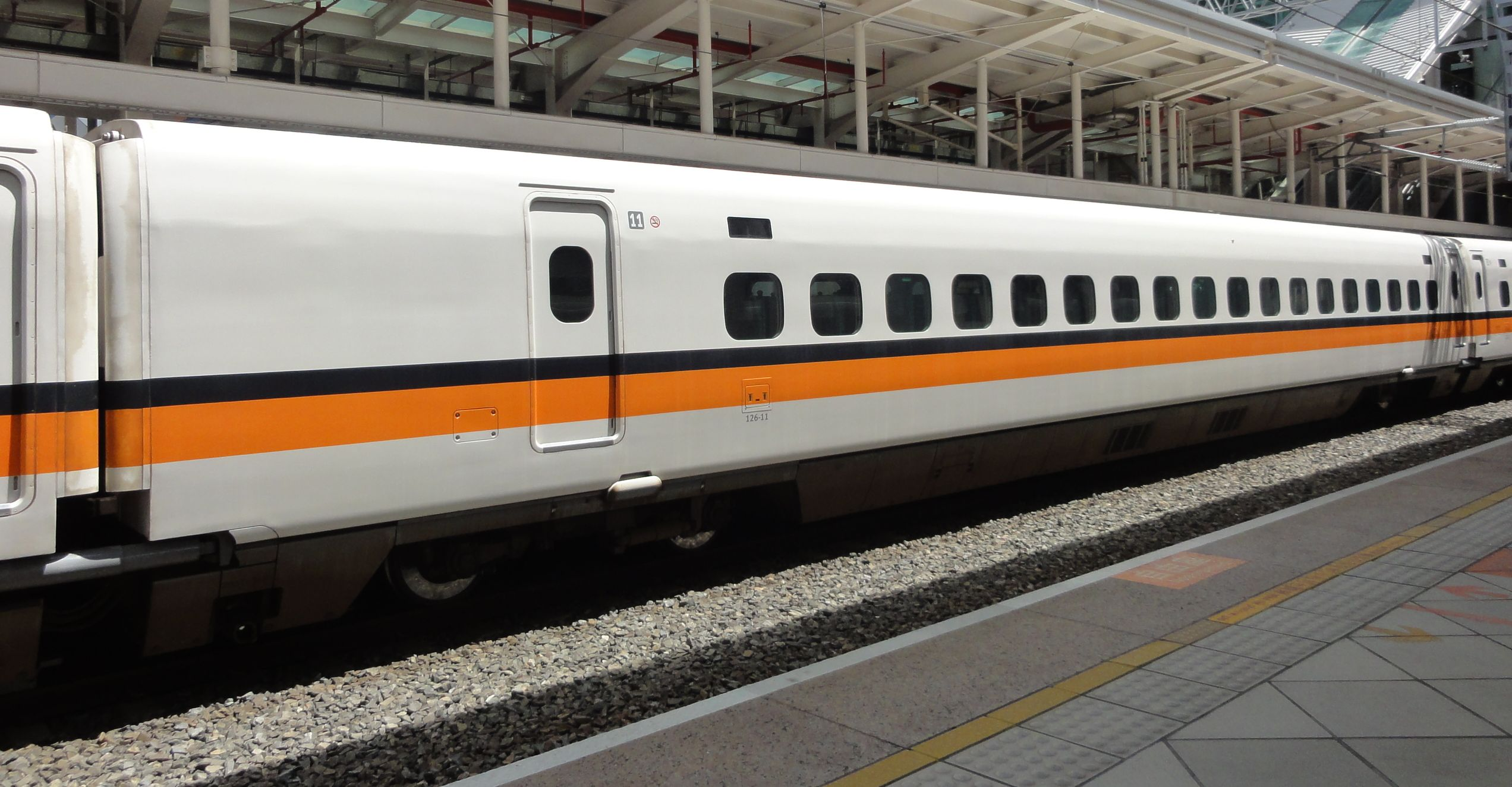
11호차 (126-11)
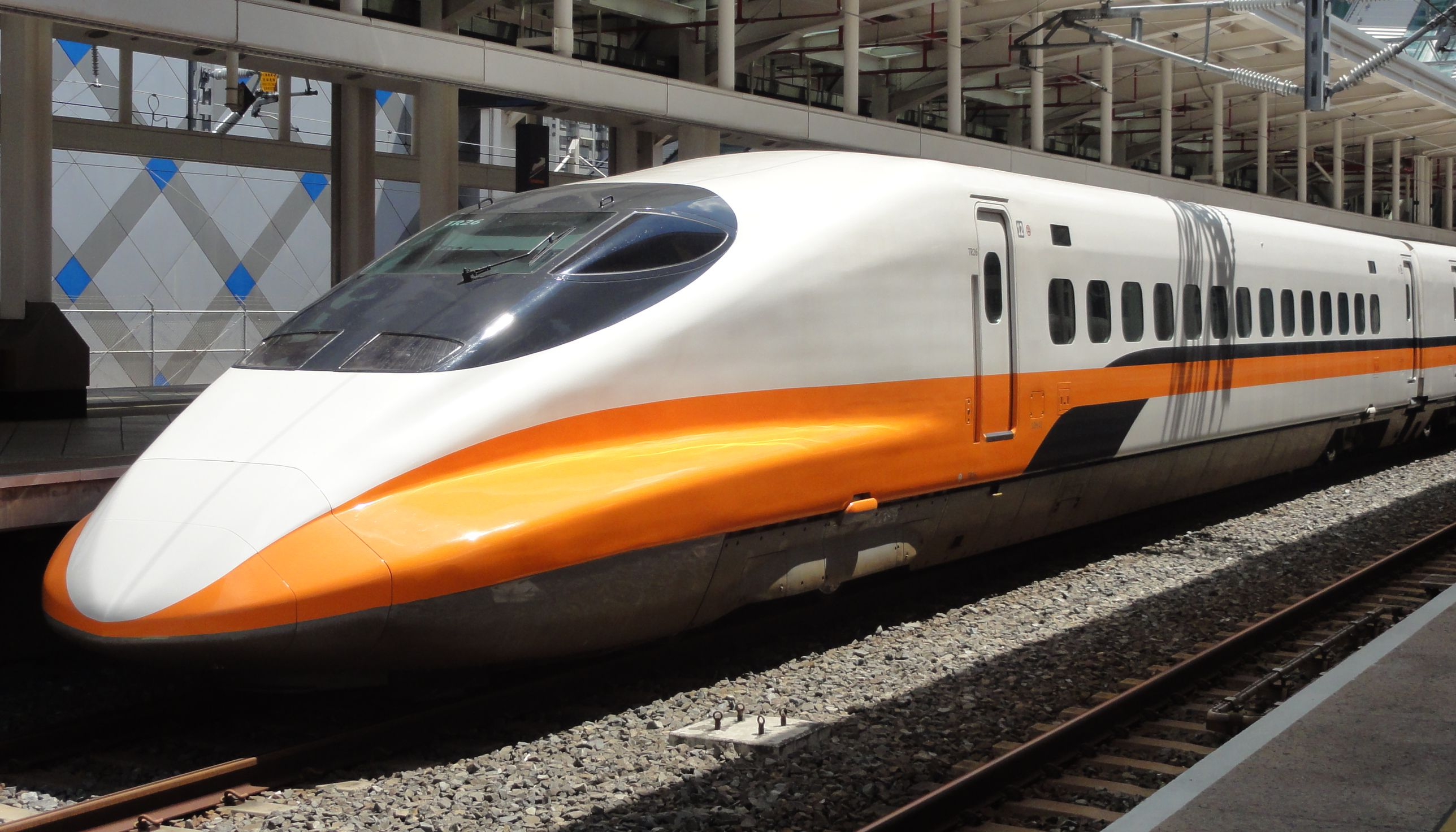
12호차 (126-12)

## 사진

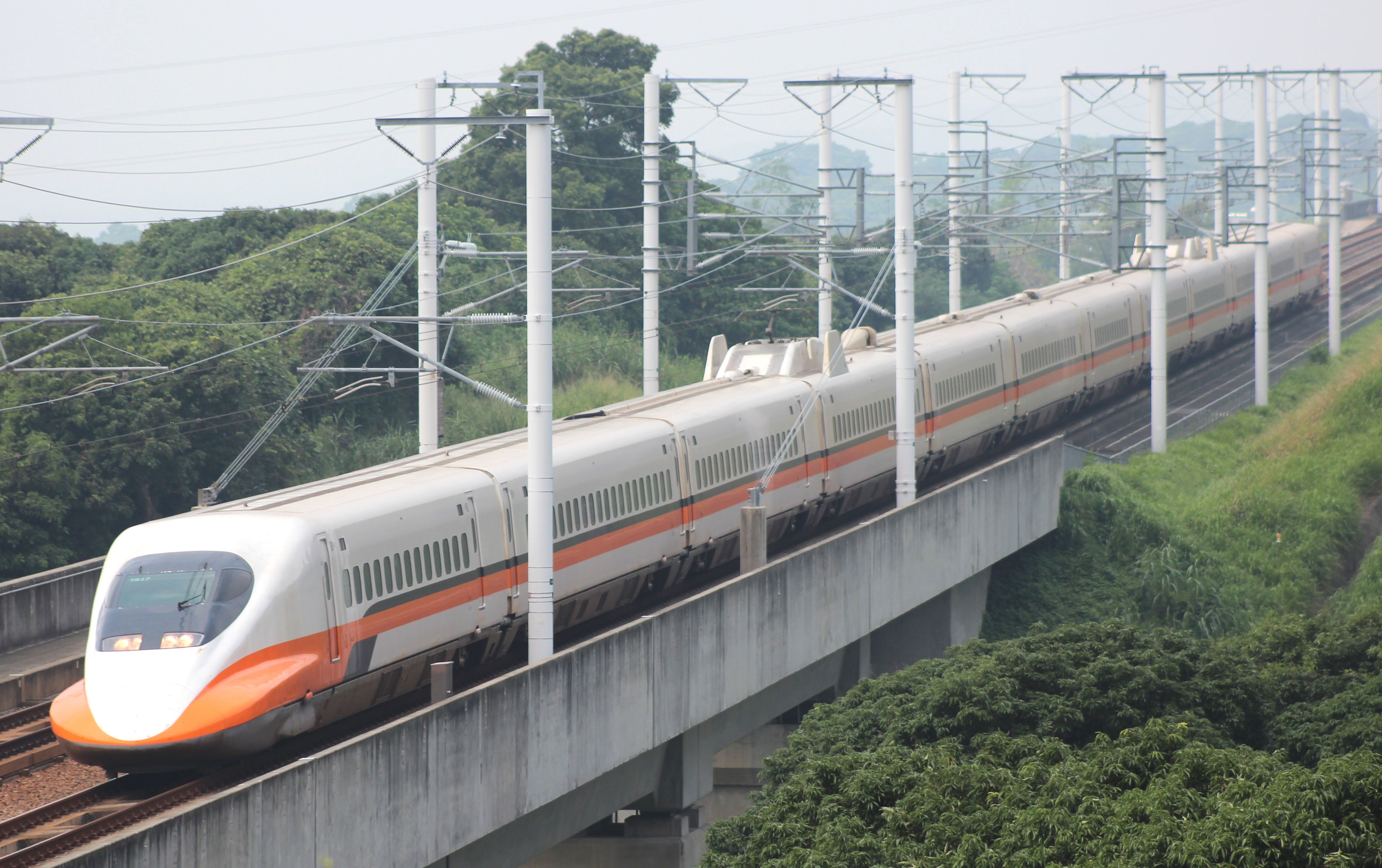
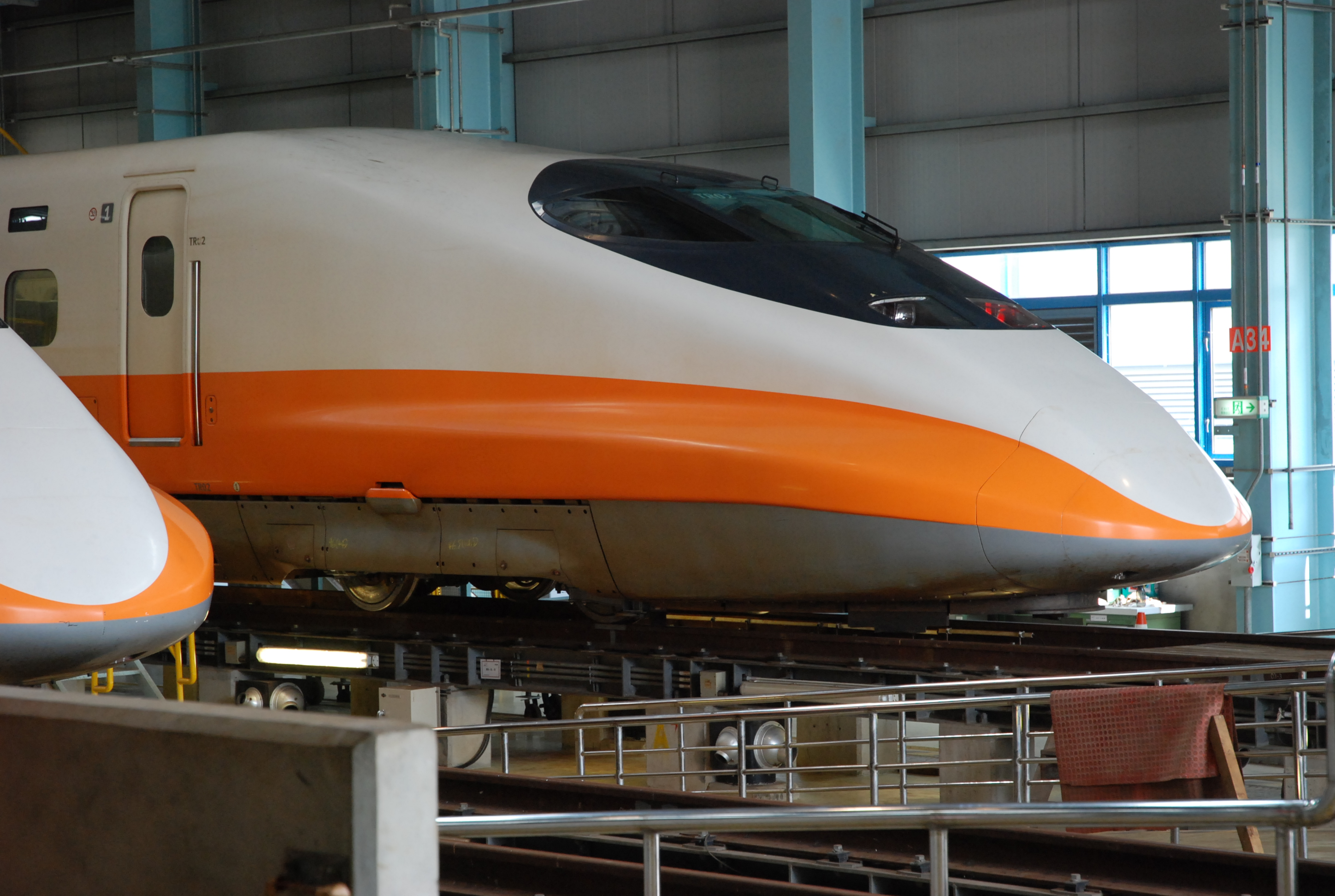
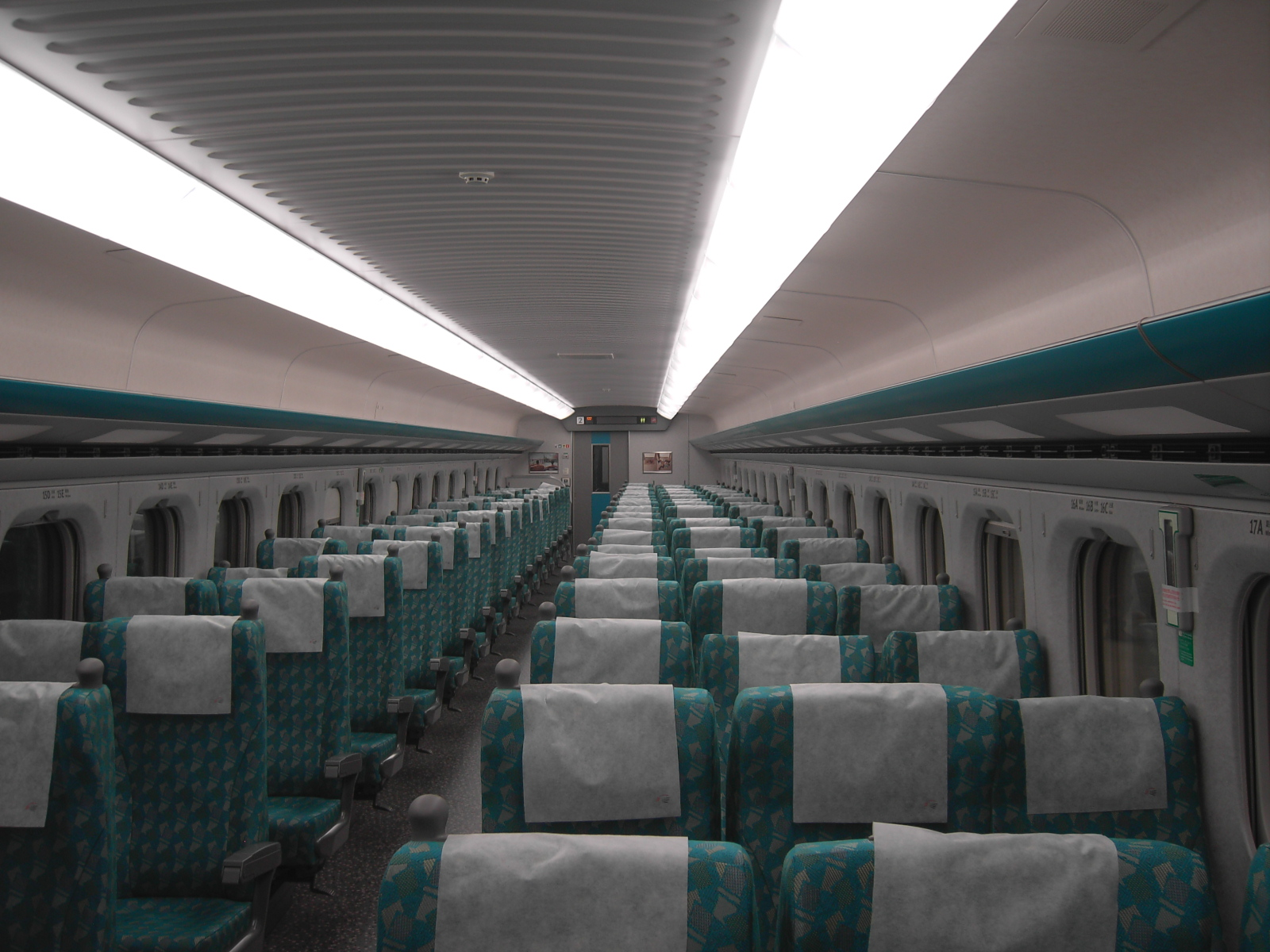
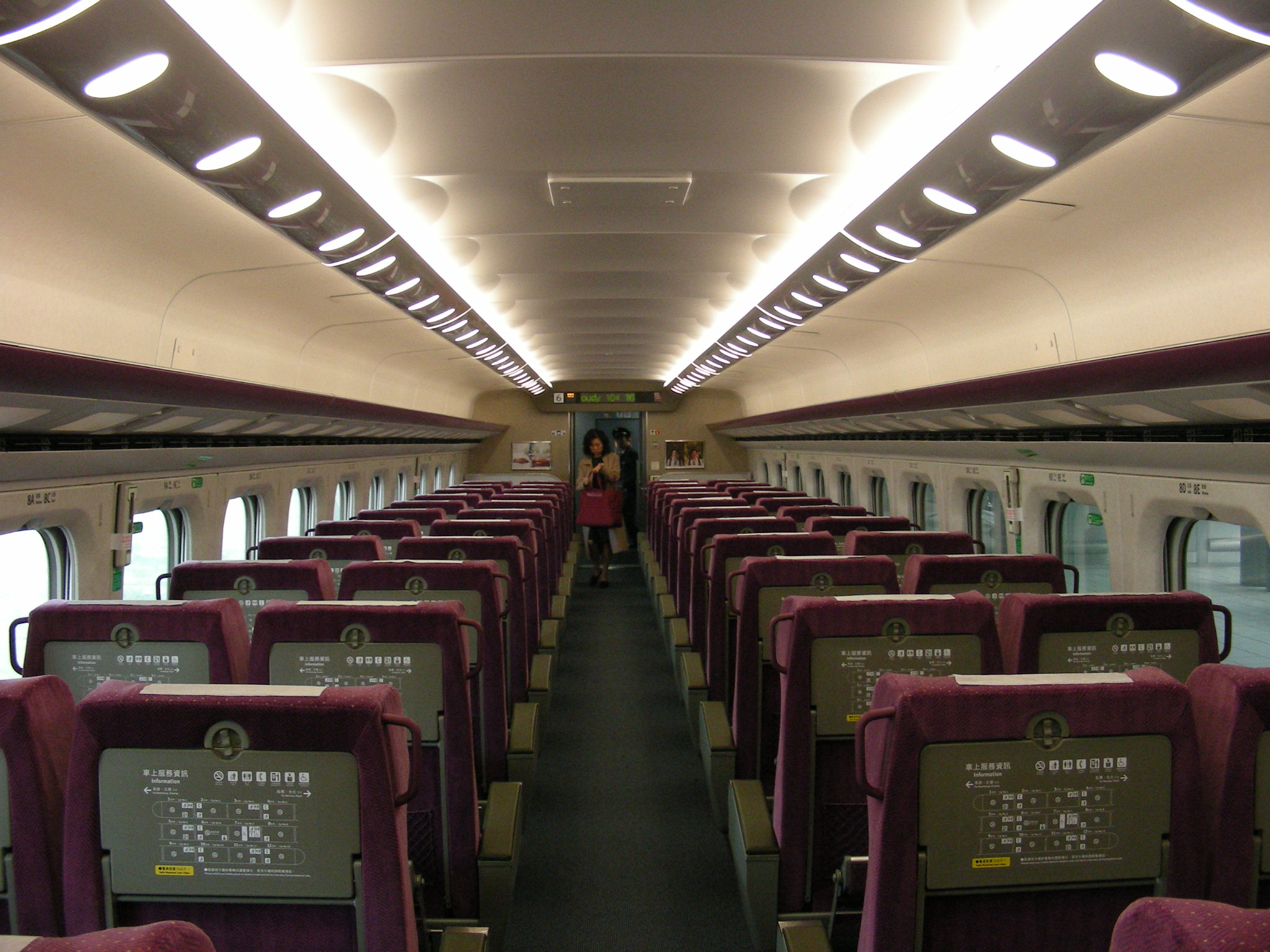
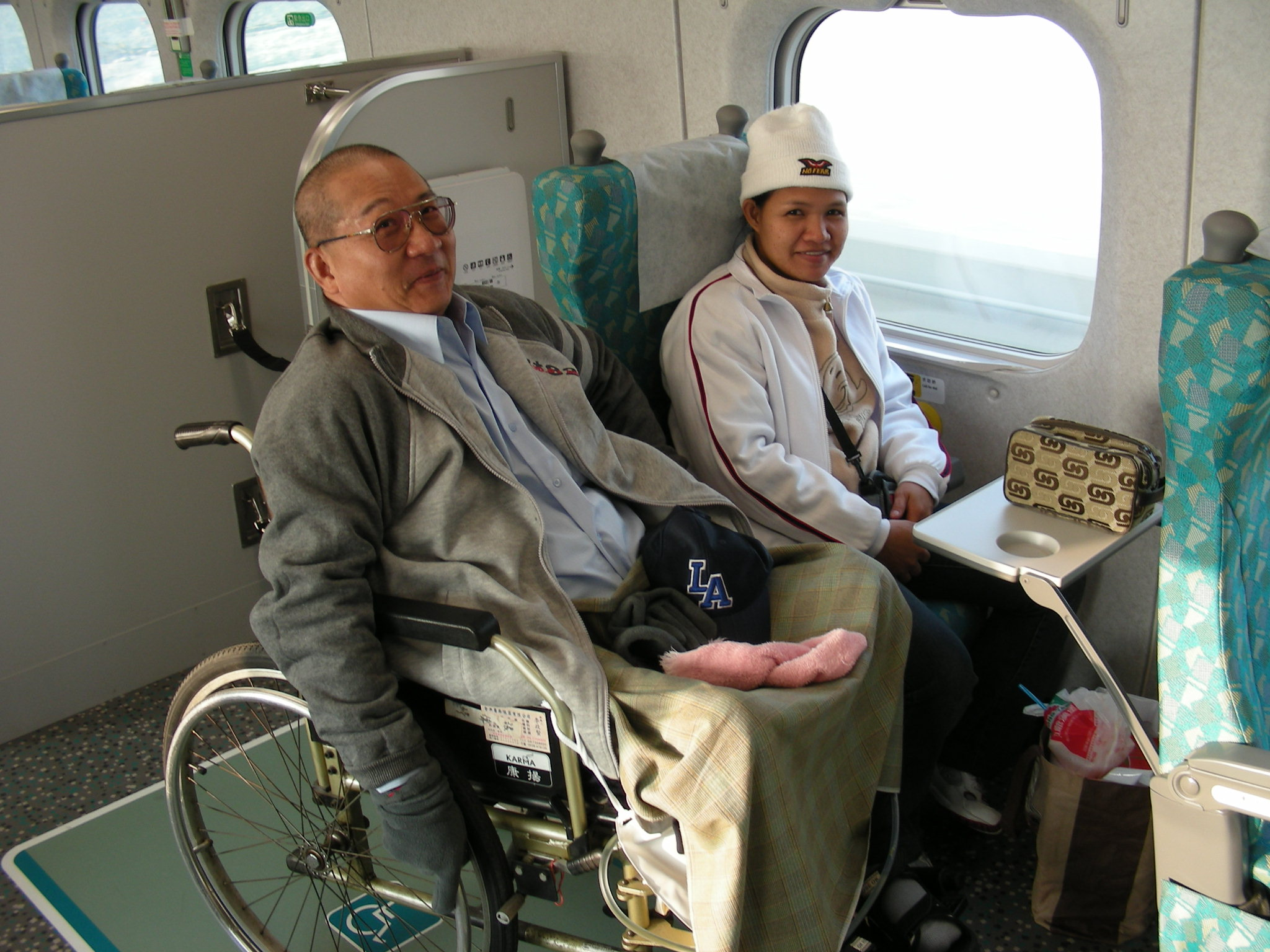

## 현황
| 소속                 | 편성 | 차량 번호   | 운행 노선     | 비고                                  |
| -------------------- | ---- | ----------- | ------------- | ------------------------------------- |
| 대만 고속철도 700T형 |      |             |               |                                       |
| 대만 고속철도 공사   | 34   | TR01 ~ TR34 | 대만 고속철도 | TR31 ~ TR34편성의 경우 2차분으로 도입 |

## 같이 보기
- 신칸센 700계 전동차